# Bracon leichhardti
Bracon leichhardti är en stekelart som beskrevs av Josef Fahringer 1942. Bracon leichhardti ingår i släktet Bracon och familjen bracksteklar. Inga underarter finns listade.